# Athalia circularis
Athalia circularis is een vliesvleugelig insect uit de familie van de bladwespen (Tenthredinidae). De wetenschappelijke naam van de soort is voor het eerst geldig gepubliceerd in 1815 door Klug.
Deze soort komt voor in Europa en ook in Nederland. De larven leven onder meer op beekpunge (Veronica beccabunga), mannetjesereprijs (Veronica officinalis) en hondsdraf (Glechoma hederacea).